# Hypena rectivittalis
Hypena rectivittalis är en fjärilsart som beskrevs av Moore 1867. Hypena rectivittalis ingår i släktet Hypena och familjen nattflyn. Inga underarter finns listade i Catalogue of Life.